# 感度 (火薬学)
火薬学における感度（かんど）とは、火薬の外部からの刺激に対する爆発感度性の尺度である。 ある火薬が外部からの刺激に対して容易に爆発する場合には、その火薬はその刺激に対して感度が高いと表現する。 逆に容易に爆発しない場合は感度が悪い、鈍感であると表現する。 刺激には衝撃、摩擦、熱、火炎、火花などがある。 感度は温度、湿度、雰囲気の圧力など外的要因によっても変化する。 また、火薬内部の気泡や不純物などによっても変化する。 火薬類の感度は保安上、重要であるため各種の感度試験を行い厳密に測定される。
- 衝撃感度
- 摩擦感度
- 熱感度
- 殉爆感度